# Stone Blues
Stone Blues è il secondo album in studio del musicista statunitense Ken McIntyre, pubblicato nel 1961. Venne registrato il 31 maggio 1960, prima quindi dell'album Looking Ahead, registrato il 28 giugno 1960, che venne però pubblicato prima.

## Tracce
Testi e musiche di Ken McIntyre.
1. Stone Blues – 11:44
2. Cornballs – 4:21
3. Blanche – 6:00
4. Mellifluous – 7:14
5. Smax – 5:07
6. Charshee – 4:39
7. I'll Close My Eyes – 5:22

## Musicisti
- Ken McIntyre: sassofono alto; flauto (tracce: 3, 4, 6)
- Paul Morrison: basso
- Bobby Ward: batteria
- Dizzy Sal: pianoforte
- John Mancebo Lewis: trombone